# Toxicoscordion micranthum
Toxicoscordion micranthum là một loài thực vật có hoa trong họ Melanthiaceae. Loài này được (Eastw.) A.Heller miêu tả khoa học đầu tiên năm 1910.